# Aloysius Doyle
Pour les articles homonymes, voir Doyle.
Sœur Aloysius Doyle ou Catherine Doyle RRC (1820 - 3 octobre 1908) est une religieuse irlandaise des Sœurs de la Miséricorde et une infirmière durant la guerre en Crimée. 

## Biographie
Elle est née Catherine Doyle en 1820 près d'Old Kilcullen, dans le comté de Kildare. Elle est l'une des sept enfants de John et Mary Doyle. Elle a 3 sœurs et trois frères. On ne sait rien de son éducation ou de sa jeunesse. Doyle entre au couvent de la miséricorde de Saint-Léonard à Carlow, le 30 avril 1849, où elle enseigne à l'école voisine pendant 5 ans. Elle s'occupe également des pauvres et des malades de la ville. Elle professe en décembre 1851, prenant le nom d'Aloysius,. Sa sœur a également rejoint les Sœurs de la Miséricorde une décennie plus tard, au couvent de Gort. 
Doyle est l'une des nombreuses sœurs de la Miséricorde qui se sont portées volontaires au début de la guerre de Crimée pour servir d'infirmières au front. Le groupe arrive à Constantinople le 17 décembre 1854. Doyle est ensuite envoyée à l'hôpital général de Scutari, aux côtés de ses consœurs comme Mary Clare Moore. À Scutari, elle soigne des soldats souffrant de typhus, de choléra, de dysenterie, ainsi que de gangrène et d'engelures. Elle se rappelle plus tard « leurs gémissements transperceraient le cœur ». D'octobre 1855 à avril 1856, elle sert à l'hôpital général de Balaklava. Doyle et ses consœurs font l'objet d'une attention particulière et malgré leurs dénégations, le bureau de la guerre les avertit de ne pas faire de prosélytisme. 
De retour en Irlande, Doyle est choisie comme supérieure d'une nouvelle fondation à Gort, dans le comté de Galway, en 1857. Là, elle dirige une école nationale et, à partir de 1872, un hôpital de travail. Elle créé un département industriel qui enseigne des compétences telles que la couture et le tissage. Elle supervise ensuite la fondation Mercy à Ennistymon en 1871 et à Kinvara en 1878. Elle prend sa retraite de son poste de supérieure à Kinvara en 1885, mais continue à y vivre. En 1897, pendant le jubilé de diamant de la reine Victoria, Doyle reçoit la Croix-Rouge royale en tant que seule infirmière de guerre irlandaise survivante. Elle publie un mémoire de ses expériences, Memories of the Crimea. Lorsqu'on lui demande ses souvenirs de Florence Nightingale, elle dit qu'elle ne l'aimait pas et la trouvait « trop autoritaire » mais « qu'elle était une femme formidable pour faire avancer les choses ». 
Elle meurt le 3 octobre 1908. 